# Kasteel van Pont-de-Briques
Het Kasteel van Pont-de-Briques (Frans: Château de Pont-de-Briques of Château Impérial) is een kasteel in de tot het Franse departement Pas-de-Calais behorende plaats Pont-de-Briques, gemeente Saint-Léonard.

## Geschiedenis
Het kasteel werd in 1640 gebouwd in opdracht van Louise d'Audegau. Later werd het diverse malen gewijzigd en in 1786 werd het vergroot naar ontwerp van Giraud Sannier. Hierbij werd het woonhuis verhoogd en werden beide vleugels uitgebreid.
In 1803 en 1804 verbleef Napoleon Bonaparte in dit kasteel. In 1900 werd het kasteel omgevormd tot weeshuis. Een bijgebouw uit die tijd werd in 1974 gesloopt.
In 1966 werd het kasteel met sloop bedreigd, toen men een autoweg op die plaats wilde aanleggen. Hier rezen protesten tegen, de weg werd via een omleiding langs het kasteel geleid en in 1974 werd het kasteel beschermd als monument historique. In 2000 werd het kasteel gerestaureerd en werden appartementen in het kasteel gebouwd. De ruimten die door Napoleon werden gebruikt werden gehuurd door een stichting die er een museum inrichtte.

## Gebouw
Het kasteel bestaat uit een woongedeelte met een driehoekig fronton boven de ingang. Er zijn twee vleugels die het voorplein omsluiten en er is een tuinvleugel van 1778.
Het geheel ligt aan de Liane maar wordt ingesloten door autowegen.